# شيرازيون (تيار ديني)
الشيرازيون أو الشيرازية هم فئة من الشيعة الإثني عشرية يُشكّلون تياراً دينياً كبيراً متمدداً في البلدان والمناطق التي يتواجد بها الشيعة، وهم أتباع المرجع المُتوفّى محمد الحسيني الشيرازي، والملتزمون بأفكاره وأطروحاته، والذي قد انتقلت منه المرجعية إلى أخيه الأصغر صادق الحسيني الشيرازي. والشيرازيون الآن يرجعون في التقليد إلى الأخير، ويعملون بفتاواه.
وكان لهم الدور الكبير في المساهمة في الثورة الإسلامية الإيرانية والوقوف مع الخميني؛ إلّا أنهم صاروا في صف معارضة النظام الإيراني واختلفوا مع الخميني. وقد تفاقم خلافهم مع النظام الإيراني في عهد الخامنئي، والذي توفي في عهده مرجع الشيرازية محمد الشيرازي، ثم وفاة ابنه محمد رضا الشيرازي، وما جرى من اتهامات مُوجّهة للنظام الإيراني بقتلهما واختطاف جنازة الأول ودفنه في قم خلافاً لوصيته الذي ينصّ فيه على رغبته بأن يُدفن في موطنه كربلاء.

## وصلات خارجية
- كتاب المسائل الإسلامية - الرسالة العمليّة لصادق الشيرازي: يعمل الشيرازيون طبقاً للفتاوى الواردة بهذه الرسالة.